# Račín (Horní Planá)
Račín (něm. Ratschin), dříve také Nový Stögenwald,  je samota v obvodu města Horní Planá v okrese Český Krumlov.

## Historie
Původně zde byla ves, která byla založena v letech 1690 až 1695. Byla částí obce Pestřice (do roku 1945 Stögenwald)). Račínu se také říkalo Nový Stögenwald. V roce 1890 zde bylo 25 domů a žilo zde 189 obyvatel  Račín patřil do římskokatolické farnosti Dolní Vltavice. Bylo zde 14 velkých statků, škola, pomník Hanse Kudlicha  Po 2. světové válce bylo do Račína (místo vysídlených občanů německé národnosti) nastěhováno 12 rodin slovenských emigrantů z Rumunska. V souvislosti s rozhodnutím o vytvoření hraničního pásma byly tyto rodiny v roce 1950 přestěhovány do Svérazu. V roce 1952 byl Račín zdemolován. Škola byla zdemolována v roce 1988.